# Palazzo Caracciolo di Forino
Der Palazzo Caracciolo di Forino ist ein Palast aus dem 16. Jahrhundert im Viertel San Lorenzo von Neapel in der italienischen Region Kampanien. Er liegt in der Via Pontenuovo, 21, wenige Schritte von der Via Foria entfernt.

## Geschichte und Beschreibung
Die Familie Caracciolo vom Zweig der Herzöge von Forino, die ihre Grundstücke in dieser Gegend der Stadt, in der Nähe der aragónesischen Mauer, hatten, ließen den Palast dort errichten. Von ihrem Namen ist das Toponym „Foria“ abgeleitet.
Das Gebäude wurde 1768 restauriert, wie man an der Architektur seiner Fassaden erkennen kann.
Von dem Monument sind das Eingangsportal mit dem Tympanon und dem Wappen, der Empfangssalon, der das Familienwappen als Fresko an der Gewölbedecke zeigt, und der Innenhof erhalten. Einer der Salons ist auch noch mit einer weiten Gewölbedecke, verziert mit Fresken im klassizistischen Stil, ausgestattet.
Auf der linken Seite liegt die Capella dell’Addolorata a Pontenuovo (dt. Kapelle der Schmerzensmutter von Pontenuovo), die im 18. Jahrhundert erbaut wurde und über dem Eingang ebenfalls das Wappen der Caracciolos zeigt.